# 伊利諾伊鎮區 (堪薩斯州塞奇威克縣)
伊利諾伊鎮區（英語：Illinois Township）為美國堪薩斯州塞奇威克縣轄下的鎮區。2010年美国人口普查中此鎮區人口有1,860人。

## 地理
伊利諾伊鎮區涵蓋總面積為91.8平方（35.45平方英里），其中陸地面積為91.7平方（35.41平方英里），水域面積為0.10平方（0.04平方英里）或0.11%。海拔高度420（1,380英尺）。

## 人口統計
根據2010年美國人口普查，伊利諾伊鎮區人口有1,860人，其中男性有957人，女性有903人，人口密度為每平方公里20.27人，住房計665戶。鎮區內的白人有1,802人，非裔美國人有5人，美洲原住民有17人，亞裔美國人有2人，太平洋島裔美國人有0人，其他種族有13人，混血種族則有21人。此外鎮區內有50人為西班牙裔或拉丁裔美國人。此鎮區之年齡中位數為43.4歲，而男性年齡中位數為43.0歲，女性年齡中位數為43.6歲。

## 交通

### 主要公路
- 42號堪薩斯州州道